# Alf Koksvik
Alf Koksvik (* 30. Dezember 1968) ist ein norwegischer Biathlontrainer und Funktionär.
Alf Koksvik betrieb als Jugendlicher selbst Biathlon, beendete seine sportliche Laufbahn jedoch schon im Alter von zwanzig Jahren. Er machte eine Ausbildung im Bereich des Sportmanagements und arbeitete anschließend für das norwegische Olympische Komitee. Von dort wechselte er 2000 als Generalsekretär zum norwegischen Biathlonverband. In dieser Position leitete er den Verband bis 2006 und wechselte dann auf den Posten des Sportchefs. In den Jahren, in denen Koksvik dem Verband vorstand, vergrößerte sich die Anzahl der Nachwuchsbiathleten in Norwegen von etwa 900 auf 1800 bis 1900. Zudem wirkte er an der Verbesserung des Sponsorings mit. 18 Mal gewannen norwegische Biathletinnen während Koksviks Amtszeit als Generalsekretär und Sportchef Goldmedaillen bei Biathlon-Weltmeisterschaften. Bei Olympischen Spielen gewannen seine Athleten in Person von Ole Einar Bjørndalen 2002 in Salt Lake City viermal Gold.
2019 wurde Koksvik nach dem Rücktritt von Martin Kuchenmeister zum interimistischen Generalsekretär der Internationalen Biathlon-Union ernannt.